# Vendresse-Beaulne
Vendresse-Beaulne är en kommun i departementet Aisne i regionen Hauts-de-France i norra Frankrike. Kommunen ligger  i kantonen Craonne som ligger i arrondissementet Laon. År 2022 hade Vendresse-Beaulne 99 invånare.

## Befolkningsutveckling
Antalet invånare i kommunen Vendresse-Beaulne
Referens: INSEE